# Dicranomyia albistigma
Dicranomyia albistigma är en tvåvingeart som beskrevs av Alexander 1928. Dicranomyia albistigma ingår i släktet Dicranomyia och familjen småharkrankar. Inga underarter finns listade i Catalogue of Life.